# Saint-George Ashe
Pour les articles homonymes, voir Ashe.
Saint-George Ashe est un rameur britannique né le 23 mai 1871 à Malte et mort le 24 juillet 1922 à St Leonards-on-Sea (Angleterre).

## Biographie
Saint George Ashe participe à l'épreuve de skiff aux Jeux olympiques d'été de 1900 à Paris. Après avoir passé le premier tour et terminé troisième de sa demi-finale, il remporte la médaille de bronze olympique, se classant troisième d'une finale remportée par le Français Hermann Barrelet.